# Marianne Curley
Marianne Curley (Windsor, Nueva Gales del Sur, 20 de mayo de 1959) es una escritora australiana de literatura juvenil, conocida por su trilogía Los guardianes del tiempo. Es también autora del libro El círculo de fuego.

## Biografía
La más joven de cuatro hermanos, vivió con su familia en una pequeña casa de madera sobre los bancos del río Hawkesbury. 
Comenzó su vida escolar en la Escuela Santa Mónica, en Richmond, cogiendo el autobús cada día con sus hermanos y hermana hasta que una inundación arrastró la casa familiar y, con ella, todas sus pertenencias, a excepción de algunas fotos que sus padres pudieron salvar. Tras la inundación, su familia se trasladó a una granja a las afueras de Sídney. Allí Marianne descubrió su amor por los libros y se hizo bibliotecaria de la escuela a los nueve años. Ya adulta, se trasladó a la costa norte de Nueva Gales del Sur donde empezó a escribir.

## Obras
- El círculo de fuego
- Los guardianes del tiempo

1. Los elegidos
2. La oscuridad
3. La llave
4. The Shadow